# Viêm Hoàng tử tôn
Viêm Hoàng tử tôn (tiếng Trung: 炎黃子孫; nghĩa đen 'Hậu duệ của Viêm Đế và Hoàng Đế') là một thuật ngữ đại diện cho người Trung Quốc và đề cập đến một bản sắc văn hóa dân tộc dựa trên tổ tiên chung gắn với nguồn gốc thần thoại.
Thuật ngữ này kết hợp với Viêm Đế và Hoàng Đế, trong đó cả hai nhân vật đều được coi là tổ tiên huyền thoại của người Hoa Hạ và bản thân họ là tổ tiên của người Hán. Thuật ngữ này đề cập cụ thể nhất đến nhóm dân tộc Hán, vì nó không bao gồm các nhóm không có chung tổ tiên huyền thoại.

## Cách sử dụng hiện đại
Ngày này, người Trung Quốc vẫn còn gọi chính mình bằng thuật ngữ này.
Một cụm từ phát sinh từ thuật ngữ này là Viêm Hoàng Thế Trụ (炎黃世胄) trong Quốc kỳ ca Trung Hoa Dân Quốc.
Mã Anh Cửu, Tổng thống Trung Hoa Dân Quốc, đã sử dụng thuật ngữ này để chỉ tất cả người dân Trung Quốc.